# Liste der Grade-I-Bauwerke in Surrey
| Lage von Surrey in England |
| Gliederung von Surrey |
| 1. Spelthorne 2. Runnymede 3. Surrey Heath 4. Woking 5. Elmbridge 6. Guildford 7. Waverley 8. Mole Valley 9. Epsom and Ewell 10. Reigate and Banstead 11. Tandridge |

Diese Liste der Grade-I-Bauwerke in Surrey nennt die Grade-I-Listed Buildings in Surrey.
Von den rund 373.000 Listed Buildings in England sind rund 9000, also etwa 2,4 %, als Grade I eingestuft. Davon befinden sich etwa 105 in Surrey.

## Elmbridge
1. Church of St Andrew, Elmbridge, KT11
2. Church of St George, Elmbridge, KT10
3. Church of St Mary, Elmbridge, KT11
4. Church of St Mary, Elmbridge, KT12
5. Church of St Nicholas, Elmbridge, KT7
6. Claremont House, Elmbridge, KT10
7. Old Manor House, Elmbridge, KT12
8. Wayneflete’s Tower, Elmbridge, KT10

## Epsom and Ewell
- kein Eintrag

## Guildford
1. Chapel of St Catherine, Artington, Guildford, GU3
2. Church (Dedication Unknown), Wisley, Guildford, GU23
3. Church of All Saints, Ockham, Guildford, GU23
4. Church of Holy Trinity, Guildford, GU1
5. Church of St Bartholomew, Wanborough, Guildford, GU3
6. Church of St Mary, Shere, Guildford, RH5
7. Church of St Mary, Guildford, GU1
8. Church of St Mary the Virgin, West Horsley, Guildford, KT24
9. Church of St Mary the Virgin, Worplesdon, Guildford, GU3
10. Church of St Nicholas, Compton, Guildford, GU3
11. Church of St Thomas of Canterbury, East Clandon, Guildford, GU4
12. Clandon Park, West Clandon, Guildford, GU4
13. Eashing Bridges, Shackleford, Guildford, GU7
14. Former Private Apartments at Guildford Castle, Guildford, GU1
15. Guildford House, Guildford, GU1
16. Hatchlands, East Clandon, Guildford, GU4
17. Holmdale, Shere, Guildford, RH5
18. Hospital of the Blessed Holy Trinity, Guildford, GU1
19. Loseley House, Artington, Guildford, GU3
20. Remains of Shell Keep at Guildford Castle, Guildford, GU1
21. Ruins of Newark Priory, Ripley, Guildford, GU22
22. Somerset House, Guildford, GU1
23. The Castle Gateway and Walls Adjoining to the East and South, Guildford, GU1
24. The Castle Keep, Guildford, GU1
25. The Church of St James, Shere, Guildford, GU5
26. The Grammar School, Guildford, GU1
27. The Guildhall, Guildford, GU1
28. The Old Parish Church of St Peter and St Paul, Albury, Guildford, GU5
29. Watts Memorial Chapel, Compton, Guildford, GU3
30. West Horsley Place, West Horsley, Guildford, KT24

## Mole Valley
1. Church of Saint Nicholas, Charlwood, Mole Valley, RH6
2. Church of St John the Evangelist, Wotton, Mole Valley, RH5
3. Church of St Michael, Betchworth, Mole Valley, RH3
4. Church of St Nicholas, Mole Valley, KT23
5. Slyfield Farmhouse, with Attached Garden Wall, Mole Valley, KT11
6. Slyfield Manor, with Attached Garden Walls, Mole Valley, KT11

## Reigate and Banstead
1. Church of Jesus Christ and the Wisdom of God, Reigate and Banstead, KT20
2. Church of St Andrew, Reigate and Banstead, RH2
3. Church of St Bartholomew, Horley, Reigate and Banstead, RH6
4. Church of St Margaret, Reigate and Banstead, CR5
5. Reigate Priory, Reigate and Banstead, RH2
6. Tadworth Court, Reigate and Banstead, KT20

## Runnymede
1. Former Holloway Sanatorium at Virginia Water, Runnymede, GU25
2. Great Fosters, Runnymede, TW20
3. Royal Holloway College, Runnymede, TW20
4. Runnymede Park, Runnymede, TW20

## Spelthorne
1. Church of All Saints, Spelthorne, TW18
2. Church of St Mary, Spelthorne, TW19
3. Church of St Mary Magdalene, Spelthorne, TW17

## Surrey Heath
1. Church of St Lawrence, Chobham, Surrey Heath, GU24

## Tandridge
1. Barrow-Green-Court, Oxted, Tandridge, RH8
2. Brewer Street Farm House, Bletchingley, Tandridge, RH1
3. Church of St Bartholemew, Burstow, Tandridge, RH6
4. Church of St Lawrence, Caterham-on-the-Hill, Tandridge, CR3
5. Church of St Mary the Virgin, Bletchingley, Tandridge, RH1
6. Church of St Mary the Virgin, Chelsham and Farleigh, Tandridge, CR6
7. Church of St Mary the Virgin, Oxted, Tandridge, RH8
8. Church of St Nicholas, Godstone, Tandridge, RH9
9. Church of St Peter, Limpsfield, Tandridge, RH8
10. Church of St Peter, Tandridge, Tandridge, RH8
11. Church of St Peter and St Paul, Chaldon, Tandridge, CR3
12. Church of St Peter and St Paul, Lingfield, Tandridge, RH7
13. Crowhurst Place, Crowhurst, Tandridge, RH7
14. Old Court Cottage, Limpsfield, Tandridge, RH8
15. Old Surrey Hall, Dormansland, Tandridge, RH19
16. Outwood Post Mill, Outwood, Tandridge, RH1
17. Pendell House, Bletchingley, Tandridge, RH1
18. Pollard Cottage pollard House, Lingfield, Tandridge, RH7
19. St Peter’s Cross and Village Cage, Lingfield, Tandridge, RH7
20. Stockenden, Limpsfield, Tandridge, RH8

## Waverley
1. Bridge over the River Wey to North East Side of Green, Tilford, Waverley, GU10
2. Bridge over the River Wey to the North West Corner of Tilford Green, Tilford, Waverley, GU10
3. Church of All Saints, Witley, Waverley, GU8
4. Church of St Mary, Chiddingfold, Waverley, GU8
5. Church of St Mary and All Saints, Dunsfold, Waverley, GU8
6. Church of St Michael and All Angels, Thursley, Waverley, GU8
7. Church of St Nicholas, Alfold, Waverley, GU6
8. Church of St Peter and St Paul, Ewhurst, Waverley, GU6
9. Church of St Peter and St Paul, Godalming, Waverley, GU7
10. Elstead Bridge, Elstead, Waverley, GU8
11. Farnham Castle (Comprising Castle Buildings to the South Only), Farnham, Waverley, GU9
12. Granary at Home Farm, Peper Harow, Waverley, GU8
13. Great Tangley Manor great Tangley Manor West, Wonersh, Waverley, GU5
14. Munstead Wood, Busbridge, Waverley, GU7
15. Orchards, Bramley, Waverley, GU8
16. Outer Curtain Wall and Gatehouse at Farnham Castle, Farnham, Waverley, GU9
17. Peper Harow House, Peper Harow, Waverley, GU8
18. The Almshouses, Godalming, Waverley, GU7
19. The Church of St Andrew, Farnham, Waverley, GU9
20. The Grange, Farnham, Waverley, GU9
21. Tigbourne Court, Hambledon, Waverley, GU8
22. Willmer House, Farnham, Waverley, GU9

## Woking
1. Church of St Mary the Virgin, Woking, KT14
2. Church of St Nicholas, Woking, GU22
3. Church of St Peter, Woking, GU22
4. Shah Jahan Mosque, Woking, GU22
5. Sutton Place Including the Service Court Yard, Woking, GU4